# 格林斯博罗 (佛罗里达州)
格林斯博罗（英語：Greensboro），是美国佛罗里达州加茲登縣下属的一座城镇。建立于1911年。面积约为2.6平方公里（约合1平方英里）。根据2010年美国人口普查，该市有人口602人。论人口在本州排行第360。